# Vendimia

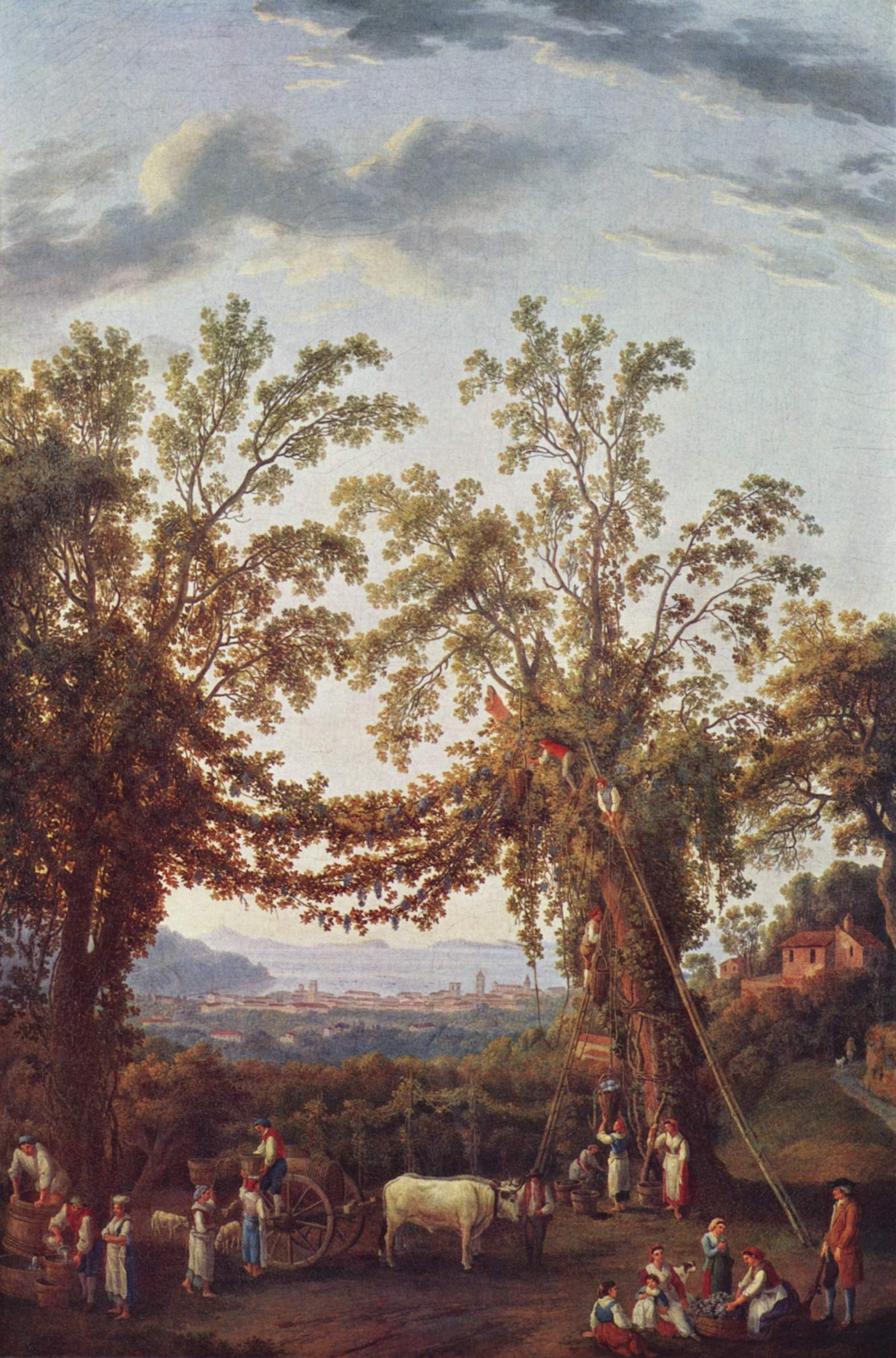
Vendimia, Sorrento, Jacob Philipp Hackert, 1784.

La vendimia es la recolección o cosecha de las uvas, generalmente refiriéndose a las que servirán a la producción de vino o licor. En el caso de las uvas de mesa se usa simplemente el término cosecha.
En las inscripciones egipcias se representa la vendimia y la pisa en lagares ya en el II milenio a. C.; los Faraones de aquel tiempo tenían coperos oficiales.
El período de vendimia varía entre febrero y abril (en el hemisferio sur), y agosto y octubre (en el hemisferio norte). Esto depende del grado de maduración de la uva que se desee, es decir, del momento en que la relación porcentual entre los azúcares y los ácidos en el grano de uva han alcanzado el valor óptimo para el tipo de vino que se desea producir (Véraison). Si bien este parámetro es genéricamente válido para la uva de mesa, en el caso de la uva destinada a la producción vinera es necesario considerar otros parámetros para decidir cuando es tiempo de vendimia. Esto puede depender de:
- Condiciones climáticas: al aumentar la latitud, la uva madura más tarde.
- Zona de producción: las uvas de las viñas expuestas al Sur (en el hemisferio norte; al Norte en el hemisferio sur) maduran primero. Al aumentar la altitud, la uva madura primero.
- Tipo de uva: los viñedos de uva blanca maduran generalmente primero que las de uva negra.
- Tipo de vino que se quiera obtener, determinado por la mayor o menor presencia de algunos componentes, tales como:
  - azúcares: una mayor cantidad de azúcar aumentará el grado alcohólico del vino producido; presentar una justa cantidad de azúcar es indispensable para iniciar la fermentación alcohólica.
  - ácidos: las sustancias ácidas son necesarias tanto para evitar la proliferación de bacterias causantes de enfermedades como para la conservación sucesiva del vino.
  - componentes aromáticos: varían durante la maduración de la uva, contribuyen a determinar las características orgánicas del vino.

«Además a la hora de realizar la vendimia hay que tener en cuenta una serie de factores para que la recolecta se realice de la manera más óptima posible:
- La uva debe estar seca en el momento de la recolecta.
- Es recomendable que se realice la vendimia nocturna, de esta manera la recogida se realiza a baja temperatura para evitar al altas temperaturas durante el día e impedir la fermentación de las uvas.
- Debe pasar el menor tiempo posible entre la recogida y la llegada a la bodega.
- Los recipientes en los que se deposita la uva deben de ser planos y con poca capacidad (normalmente cajas de plástico o madera de 10-15kgs.), para que el fruto no se aplaste.» [1]

## Tipos de vendimia
Existen dos métodos de vendimia:

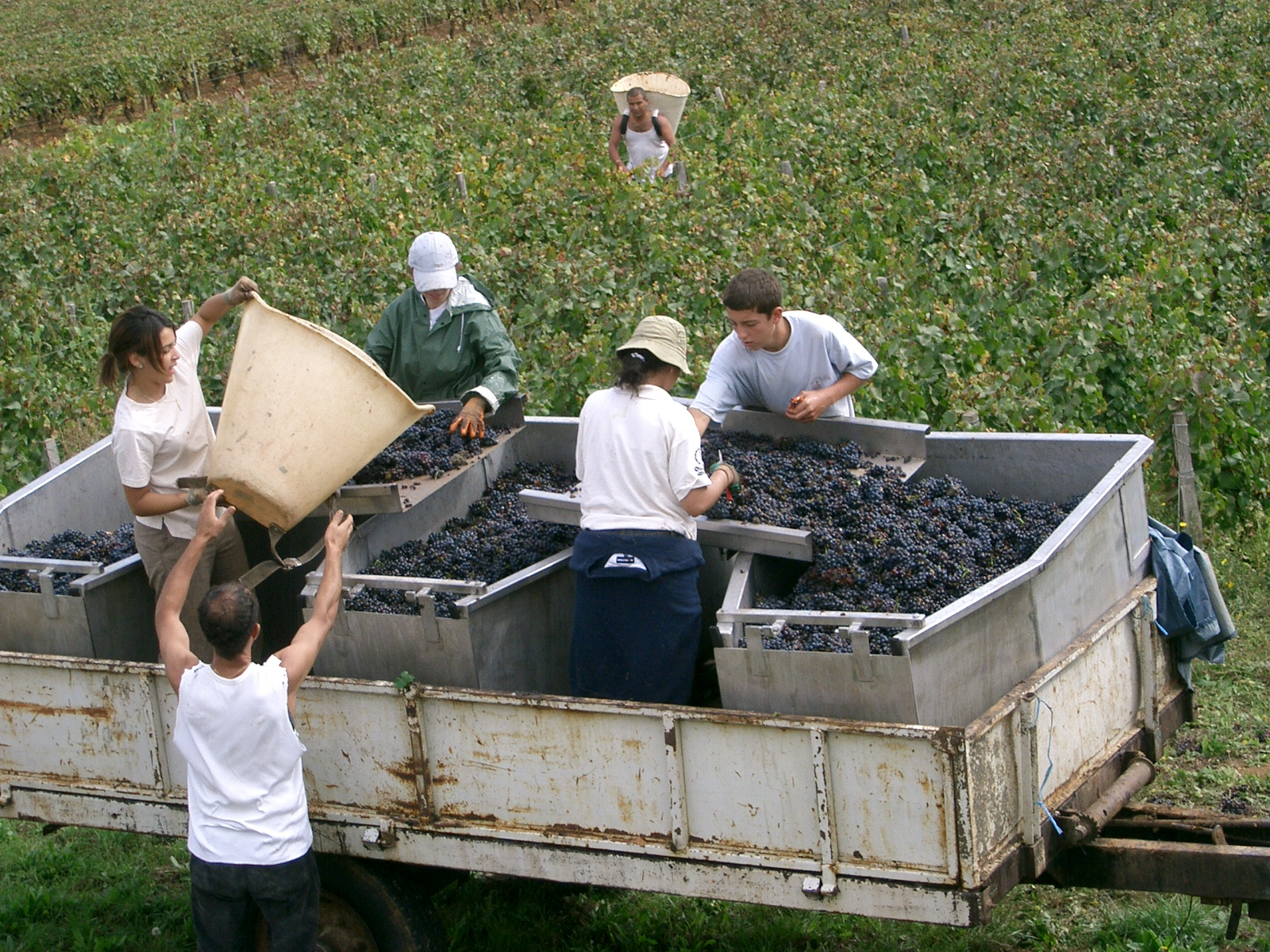
Vendimias en las Costas de Beaune en Borgoña.

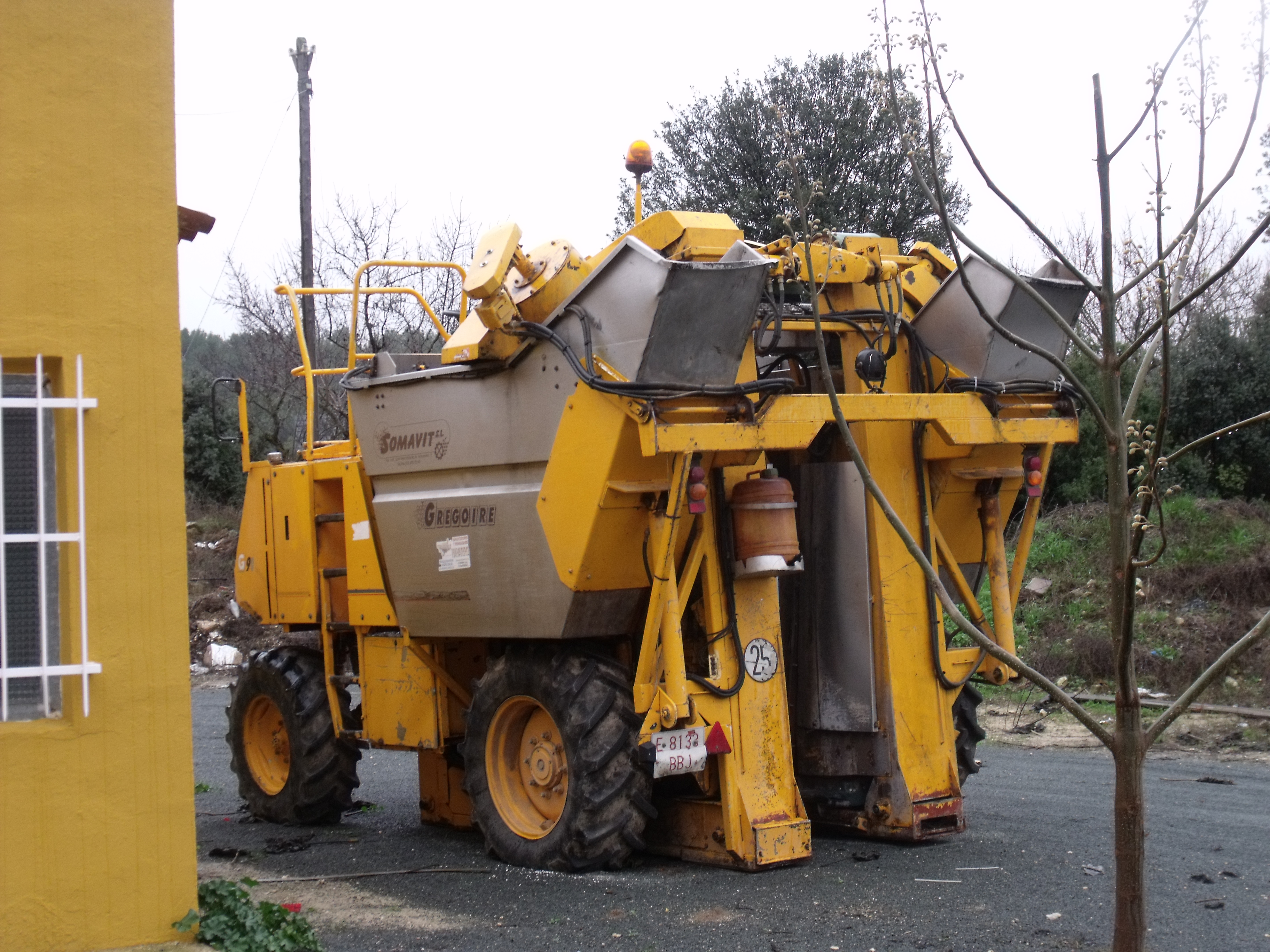
Cosechadora mecánica

- Manual: es utilizada para la producción de vino de elevada calidad y de vinos espumosos, para lo cual es necesario elegir los racimos de modo más selectivo, lo que inevitablemente aumenta los costos de producción. De esta manera también es más difícil para el agricultor, puesto que debe estar de sol a sol levantándose y agachándose para recoger la uva y llevando el capazo lleno de uva al tractor.
- Mecánica: la vendimia mecánica es más económica que la manual. La falta de personal cualificado y el incremento de los costes de recogida de la uva están provocando que se implante de forma acelerada en algunas comarcas vitícolas, un hecho que afecta sobre todo a las grandes explotaciones, que necesitan de más mano de obra. Para realizar este tipo de vendimia, el cultivo debe estar formado en espaldera.

Una práctica utilizada es aquella llamada vendimia escalar, que consiste en la recolección de las uvas de una viña extensa en momentos sucesivos, y según el grado de maduración de los racimos individuales. Otra práctica distinta es la llamada vendimia tardía o "late harvest", que consiste en retardar la época de la vendimia a fin de aumentar la cantidad de azúcar de la uva. Este procedimiento es utilizado para la producción de vino generoso.
Durante la fase de cosecha de las uvas es necesario respetar de todos modos algunas reglas; es preciso evitar recoger la uva mojada (por lluvia, rocío o niebla), ya que el agua puede influir en la calidad del mosto; además se deben evitar vendimias en las horas más cálidas del día, para impedir el inicio indeseado de la fermentación; los racimos deben descansar en contenedores poco profundos para evitar que se aplasten; finalmente, la uva debe ser transportada a los lugares en los cuales será efectuada la vinificación en el menor tiempo posible, para evitar fermentaciones o maceraciones indeseadas.

## Festejos de la vendimia

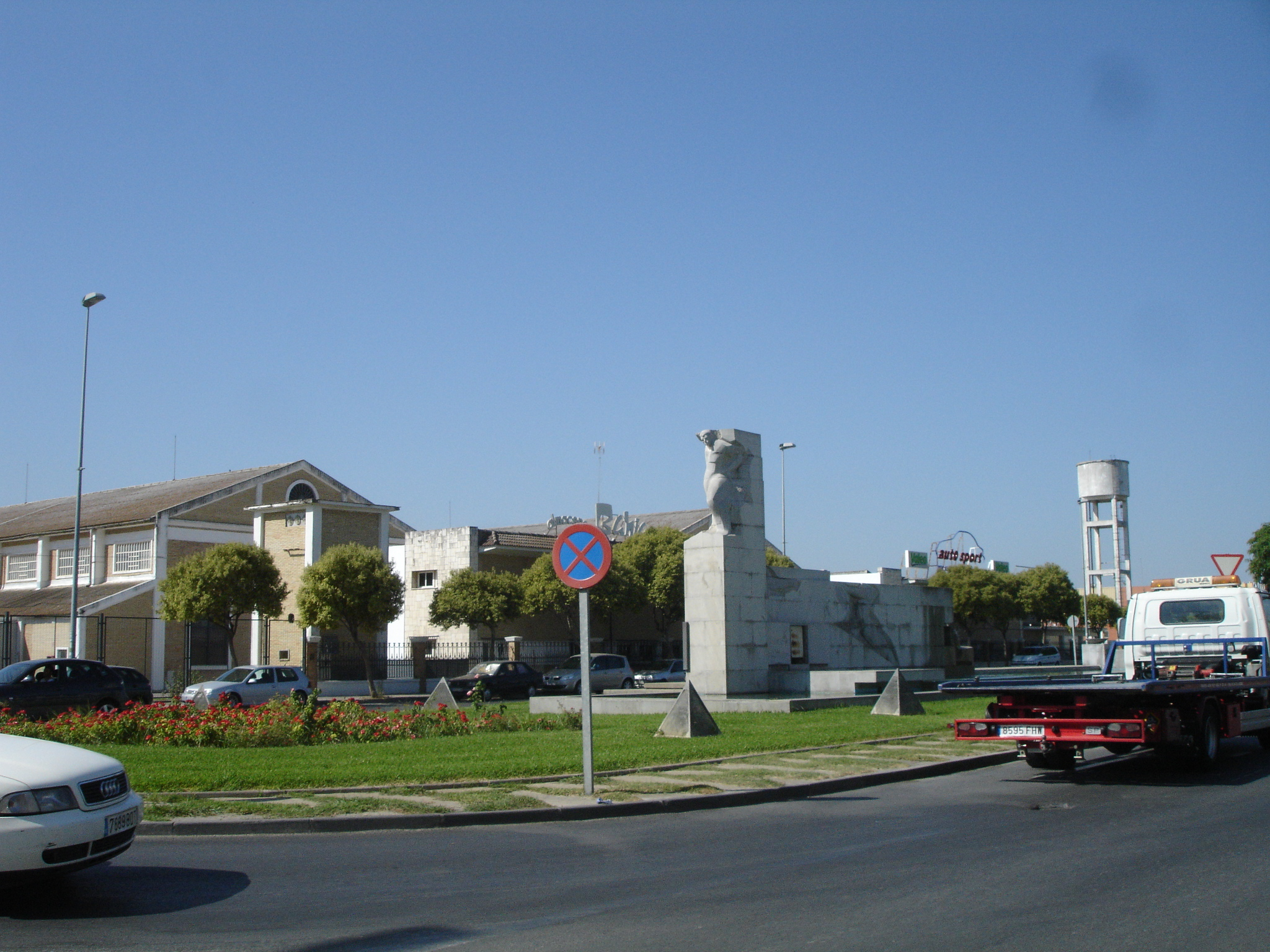
Monumento a la Vendimia en Jerez.

«Surgieron como símbolo de la alegría por el final de la cosecha. Y aunque el turismo las está globalizando, lo cierto es que estas celebraciones se remontan a los tiempos en que el vino era el puente entre dioses y hombres».
Están bien documentadas que en la Antigua Grecia se celebraban las fiestas Oscoforias entre septiembre y octubre, dedicadas al dios Dioniso y en la Antigua Roma se festejaban las Vinalia Rustica el 19 de agosto en honor de Venus Obsequens, como propiciatorias de la vendimia.
Cada región las celebra a su manera, se celebran tanto en el viejo como en el nuevo mundo. En las principales regiones productoras son un importante atractivo turístico, uno de los principales detonadores del Enoturismo. Las fiestas de la vendimia se llevan a cabo pues, con la cosecha, y su tiempo va variando dependiendo los tiempos de cosecha de cada región.